# Loum
Loum är en ort i Kamerun.   Den ligger i regionen Kustregionen, i den västra delen av landet, 220 km väster om huvudstaden Yaoundé. Loum ligger 235 meter över havet och antalet invånare är 177 429.
Terrängen runt Loum är varierad. Trakten runt Loum är ganska tätbefolkad, med 108 invånare per kvadratkilometer. Loum är det största samhället i trakten. I omgivningarna runt Loum växer i huvudsak städsegrön lövskog.